# Ниуафооу (аэропорт)
Ниуафооу — аэропорт внутренних рейсов, расположенный в посёлке Sapa`Ata на севере острова Ниуафооу в Тонге. 
Также известен под названием Queen Lavinia Airport, полученным в честь Королевы государства Тонга Лавинии, супруги короля Джорджа Тупоу II.

## Авиалинии и направления
Аэропорт обслуживает авиакомпания Real Tonga, выполняющая рейсы на другие острова Тонга
| Авиакомпания | Пункт назначения | Аэропорт |
| ------------ | ---------------- | -------- |
| Real Tonga   | Нукуалофа        | Фуаамоту |
| Real Tonga   | Неиафу, Вавау    | Вавау    |
| Real Tonga   | Эуа              | Кауфана  |

## Особенности работы
По обычаю Королевства Тонга, аэропорт, как и все общественные организации, закрыт в воскресенье. Исключение может быть сделано только в экстренном случае с разрешения Тонганского короля.